# Espanoliella cuneus
Espanoliella cuneus es una especie de escarabajo del género Espanoliella, familia Leiodidae. Fue descrita por René Gabriel Jeannel en 1909.

## Distribución
Se encuentra en España.